# شواینا
شواینا (به آلمانی: Schweina) یک منطقهٔ مسکونی در آلمان است که در باد لیبن‌اشتاین واقع شده‌است. شواینا ۲٬۹۴۶ نفر جمعیت دارد.